# Сузани Самарканди
Абу Бакр Шамс ад-Дин Мухаммад ибн Али (или ибн Масуд), более известный как Сузани Самарканди (перс. سوزنی سمرقندی‎; 1100, Самарканд — 1173) — персидский поэт XII века, писавший в жанре касыда.
Сузани Самарканди в своей поэзии был типичным представителем городского жанра. Он писал ради заработка панегирики для городской знати. Посвятил ряд касыд самаркандскому правителю Масуду из династии Караханидов. Однако больше всего он прославился своими сатирами и пародиями, написанными очень простым языком, тяготеющим к разговорной речи.
В конце жизни отрёкся от мирской жизни и ушёл в мистическое исламское течение суфизм.